# Lijst van secretarissen-generaal van de Roemeense Communistische Partij

Logo van de Roemeense Communistische Partij

De secretaris-generaal van het Centraal Comité van de Roemeense Communistische Partij was de hoogste functionaris van de Roemeense Communistische Partij (PCR). Hij werd gekozen door het Centraal Comité van de PCR en was het hoofd van zowel het Centraal Comité, het Politieke Uitvoerende Comité (Politbureau) en het Secretariaat van de PCR. Iedere vijf jaar, na de verkiezing van een nieuw Centraal Comité, werd de secretaris-generaal gekozen. Dit was meestal de zittende secretaris-generaal omdat hij ervoor zorgde dat zijn aanhangers in het Centraal Comité in de meerderheid waren.
Tussen 1921 en 1945 en van 1954 tot 1965 bestond het ambt van secretaris-generaal van de PCR niet. Daarvoor in de plaats bestond het ambt van eerste secretaris van het Centraal Comité.
De bekendste secretaris-generaal was Nicolae Ceaușescu (1918-1989), die de partij - en het land - van 1965 tot 1989 met ijzeren hand regeerde.

## Lijst van secretarissen-generaal van deRoemeense Communistische Partij[1]
| Afbeelding | persoon                  | periode                           | noot |
|            | Gheorghe Cristescu       | 12 mei 1921 - augustus 1924       | Eerste secretaris                                                                                           |
|            | Elek Köblös              | augustus 1924 - 1927              | Eerste secretaris                                                                                           |
|            | Vitali Holostenco        | 1927 - 1931                       | Eerste secretaris                                                                                           |
|            | Alexander Stefanski      | 1931 - 1936                       | Eerste secretaris                                                                                           |
|            | Boris Stefanov           | 1936 - 1940                       | Eerste secretaris                                                                                           |
|            | Ștefan Foriș             | 1940 - 4 april 1944               | Eerste secretaris                                                                                           |
|            | Geen secretaris-generaal | 4 april 1944 - oktober 1945       | Een driemanschap bestuurt de partij                                                                         |
|            | Gheorghe Gheorghiu-Dej   | oktober 1945 - 20 april 1954      | Eerste secretaris 1945 - 1948; secretaris-generaal 1948 - 1954                                              |
|            | Gheorghe Apostol         | 20 april 1954 - 30 september 1955 | Eerste secretaris; verving Gheorghiu-Dej in verband met het vanuit Moskou bevolen "collectieve leiderschap" |
|            | Gheorghe Gheorghiu-Dej   | 30 september 1955 - 19 maart 1965 | Maakte een einde aan het collectieve leiderschap en werd weer eerste secretaris                             |
|            | Nicolae Ceaușescu        | 22 maart 1965 - 22 december 1989  | Eerste secretaris 1965; secretaris-generaal 1965 - 1989                                                     |

## Verwijzing
1. ↑  De partij stond van 1948 tot 1965 bekend als Roemeense Werkerspartij